# Långtjärnen (Hammerdals socken, Jämtland, 704933-148831)
Långtjärnen är en sjö i Strömsunds kommun i Jämtland och ingår i Indalsälvens huvudavrinningsområde. Sjön har en area på 0,0953 kvadratkilometer och ligger 310,7 meter över havet. Sjön avvattnas av vattendraget Neningsbäcken.

## Delavrinningsområde
Långtjärnen ingår i det delavrinningsområde (704945-148847) som SMHI kallar för Inloppet i Över-Neningen. Medelhöjden är 326 meter över havet och ytan är 20,89 kvadratkilometer. Det finns inga avrinningsområden uppströms utan avrinningsområdet är högsta punkten. Neningsbäcken som avvattnar avrinningsområdet har biflödesordning 4, vilket innebär att vattnet flödar genom totalt 4 vattendrag innan det når havet efter 198 kilometer. Avrinningsområdet består mestadels av skog (79 procent). Avrinningsområdet har 1 kvadratkilometer vattenytor vilket ger det en sjöprocent på 4,8 procent.